# La Guerre de Catherine
La Guerre de Catherine est un album de bande dessinée, adapté du roman du même nom, de Julia Billet. La romancière signe le scénario de cette adaptation, illustrée par Claire Fauvel et parue en 2017. C'est l'histoire d'une jeune juive, apprentie photographe, pendant la Seconde Guerre mondiale.

## Résumé
Le contexte est celui de la Seconde Guerre mondiale. Rachel Cohen est une jeune fille juive passionnée de photographie. Elle a trouvé refuge, comme de nombreux autres jeunes Juifs, à la Maison de Sèvres où elle se croit en sécurité. Mais l'établissement fait l'objet d'une inspection surprise, sans conséquence néfaste grâce à l'astuce improvisée d'une enseignante. Par précaution, les enfants juifs doivent changer de nom. Ensuite, à l'annonce de la rafle du Vél' d'Hiv', ils sont dispersés, envoyés par deux ou trois vers d'autres cachettes. 
Rachel prend le nom de Catherine Colin et parcourt la France de cachette en cachette, grâce à des résistants et Justes. Elle vit les événements par le prisme de son appareil photo, dont elle ne se sépare pas.

## Accueil critique
Pour Yaël Eckert, de La Croix, cette adaptation du « roman vibrant » de Julia Billet est « une réussite », la mise en image par Claire Fauvel « rend palpables les peines comme la force et la gaieté de cette héroïne inoubliable ».
Cet album remporte le prix Jeunesse au festival d'Angoulême 2018,.

### Récompense
- 2018 : Prix Artémisia de la fiction historique[4].
- 2018 : Fauve Jeunesse au festival d'Angoulême 2018[3].

## Édition
- La Guerre de Catherine, scénario de Julia Billet, dessins de Claire Fauvel, Paris, Éditions Rue de Sèvres, 2017, 164 p.  (ISBN 978-2-36981-362-0).